# Elgin (Nebraska)
Elgin – miasto w Stanach Zjednoczonych, w stanie Nebraska, w hrabstwie Antelope.